# Болд-Ігл Тауншип (округ Клінтон, Пенсільванія)
Болд-Ігл Тауншип (англ. Bald Eagle Township) — селище (англ. township) в США, в окрузі Клінтон штату Пенсільванія. Населення — 2044 особи (2020).

## Демографія
Згідно з переписом 2010 року, у селищі мешкало 2065 осіб у 787 домогосподарствах у складі 561 родини. Було 980 помешкань
Расовий склад населення:
| - 96,7 % — білих - 1,1 % — чорних або афроамериканців - 0,6 % — азіатів - 0,1 % — корінних американців |

До двох чи більше рас належало 1,1 %. Частка іспаномовних становила 0,6 % від усіх жителів.
За віковим діапазоном населення розподілялося таким чином: 23,9 % — особи молодші 18 років, 61,8 % — особи у віці 18—64 років, 14,3 % — особи у віці 65 років та старші. Медіана віку мешканця становила 41,5 року. На 100 осіб жіночої статі у селищі припадало 99,9 чоловіків;  на 100 жінок у віці від 18 років та старших — 98,1 чоловіків також старших 18 років.
Середній дохід на одне домашнє господарство  становив 61 813 долари США (медіана — 55 625), а середній дохід на одну сім'ю — 66 055 доларів (медіана — 59 241). Медіана доходів становила 42 399 доларів для чоловіків та 29 886 доларів для жінок. За межею бідності перебувало 14,2 % осіб, у тому числі 23,3 % дітей у віці до 18 років та 13,3 % осіб у віці 65 років та старших.
Цивільне працевлаштоване населення становило 1091 особа. Основні галузі зайнятості: освіта, охорона здоров'я та соціальна допомога — 24,7 %, виробництво — 17,8 %, роздрібна торгівля — 14,2 %.